# Le Deuxième Sexe
Le Deuxième Sexe est un essai de Simone de Beauvoir, paru en 1949. 
Le Deuxième Sexe n'a pas été écrit dans un but militant. L'écrivaine a voulu produire une somme à la façon des encyclopédies : tout connaître, tout dire dans les moindres détails. Mais l'essai s'inscrit aussi dans un plus large projet autobiographique.
L'ouvrage s'inscrit dans un double cadre philosophique, celui de l'existentialisme et celui de la phénoménologie,. Ainsi, son essai n’est pas un simple constat sur la situation des femmes après la Seconde Guerre mondiale ; c’est une œuvre à teneur philosophique, riche de références littéraires, historiques, sociologiques, biologiques et médicales. Le credo qui paraît en filigrane tout au long des pages est bien qu'aucune femme n'a de destin tout tracé. Simone de Beauvoir, excluant tout déterminisme chez l’humain, s'intéresse donc autant à l'infériorisation de la femme en tant que fait, qu'à ses causes, qui ne sauraient venir de quelque ordre naturel. L'existentialisme implique aussi l'entière responsabilité humaine : ainsi, Beauvoir incrimine presque autant les femmes, dont elle dénonce la passivité, la soumission et le manque d’ambition, que les hommes, qu'elle accuse de sexisme, de lâcheté et parfois de cruauté. Elle estime en conséquence que le féminisme réussira grâce à la volonté solidaire des hommes et des femmes. Selon elle, les deux grands faits qui permettraient à la femme de s'émanciper sont le contrôle des naissances et l'accès au monde du travail.
À sa sortie, l'ouvrage est violemment critiqué mais est néanmoins immédiatement un succès. Le Deuxième Sexe s’est vendu à plusieurs millions d'exemplaires dans le monde, traduit dans de nombreuses langues. Il reste à ce jour une référence majeure de la philosophie féministe.

## Contexte personnel
Vers 1946-1947, Simone de Beauvoir éprouve le besoin d'écrire mais ne sait pas encore quel projet entreprendre. Dans La Force des choses, elle écrit : « En fait, j'avais envie de parler de moi. J'aimais L'Âge d'homme de Michel Leiris ; j'avais du goût pour les essais martyres où on s'explique sans prétexte. Je commençais à y rêver, à prendre quelques notes, et j'en parlai à Sartre. Je m'avisai qu'une première question se posait : qu'est-ce que ça avait signifié pour moi d'être femme ? […] "Pour moi, dis-je à Sartre, ça n'a pour ainsi dire pas compté. – Tout de même, vous n'avez pas été élevée de la même manière qu'un garçon : il faudrait y regarder de plus près. Je regardai et j'eus une révélation ».

## Structure de l’essai
Le Deuxième sexe est divisé en deux tomes composés respectivement de trois et quatre parties.
Tome I : 
- Introduction
- Première partie : «Destin»
- Deuxième partie : «Histoire»
- Troisième partie : «Mythes»

Tome II : 
- Introduction
- Première partie : «Formation»
- Deuxième partie : «Situation»
- Troisième partie : «Justifications»
- Quatrième partie : «Vers la libération»
- Conclusion

L’essai est dédicacé à Jacques-Laurent Bost. Les deux tomes sont précédés chacun de deux épigraphes. Tome I : « Il y a un principe bon qui a créé l’ordre, la lumière et l’homme et un principe mauvais qui a créé le chaos, les ténèbres et la femme. » (Pythagore) ; « Tout ce qui a été écrit par les hommes sur les femmes doit être suspect, car ils sont à la fois juge et partie. » (François Poullain de La Barre). Tome II : « Quel malheur que d’être une femme ! et pourtant le pire malheur quand on est femme est au fond de ne pas comprendre que c’en est un. » (Søren Kierkegaard) ; « À moitié victimes, à moitié complices, comme tout le monde. » (Jean-Paul Sartre).

## Tome I: Les Faits et les Mythes

### Introduction
Simone de Beauvoir commence son essai par une considération existentialiste : s’il est incontestable que les femmes existent (comme les Juifs ou les Noirs, minorités auxquelles les femmes sont parfois comparées), le mythe de l’éternel féminin est en revanche critiquable : aucune femme n’est immuable et son essence est indéfinissable. Le problème est que l'homme est considéré comme l'absolu et la femme comme un être relatif : la femme est « l’autre », la négation, celle à qui il manque quelque chose. Cette altérité proviendrait d’une tendance fondamentale de la conscience à exclure, à raisonner selon une dichotomie. De plus les femmes (contrairement aux Juifs et aux Noirs) vivent parmi leurs oppresseurs qui ont besoin d’elles et dont elles ont besoin. Enfin le sexisme des hommes s’ajoute à leur soumission. « Comment trouver l’indépendance au sein de la dépendance ? » (p. 34), s’interroge Beauvoir.

### Première partie: Destin
Avant de chercher par elle-même les causes de l’infériorisation de la femme, Beauvoir s’intéresse à trois points de vue possiblement explicatifs mais à chaque fois récusés.

#### Chapitre premier: les données de la biologie
Dans leur formation biologique, l’homme et la femme sont égaux et symétriques. Chez certains animaux, comme la mante religieuse, le mâle est au service de la femelle. Certes chez les mammifères la femelle est soumise à la gestation et a moins de force et d’indépendance que le mâle. Mais l'humanité n’est pas seulement une espèce, c’est aussi une civilisation au seuil de laquelle la biologie doit s’arrêter : celle-ci ne peut expliquer que partiellement la situation des femmes.

#### Chapitre II: le point de vue psychanalytique
Beauvoir émet plusieurs critiques sur la psychanalyse : elle s’est peu intéressée à la femme, qu’elle calque sur l’homme ; elle est fondée sur des postulats, comme la souveraineté du père ou la valeur accordée au pénis, engendrant un déterminisme chez l’homme et la femme. Cette conception s’oppose à l’existentialisme, pour lequel l’homme choisit son destin et ses valeurs. La fatalité est inapte à expliquer l’inégalité entre les hommes et les femmes. Enfin, elle reproche à la psychanalyse de reprendre le point de vue des hommes, en considérant « comme féminines les conduites d'aliénation, comme viriles celles où un sujet pose sa transcendance »,.

#### Chapitre III: le point de vue du matérialisme historique
Le matérialisme (que l’on peut définir comme une approche de l’histoire basée sur le travail et ses techniques) se présente comme une troisième et dernière approche déjà expérimentée et intéressante car il va au-delà du donné naturel. De plus Beauvoir est convaincue que la moindre force physique et les grossesses de la femme ne sont pas un handicap à partir du moment où la société ne veut pas qu’elles en soient un. Pour comprendre le point de vue matérialiste sur la femme, elle s’appuie sur l’ouvrage de Friedrich Engels, L'Origine de la famille, de la propriété privée et de l'État, qui considère que l’histoire de la femme « dépendrait essentiellement de celle des techniques » (p. 99). Ainsi, « le problème de la femme se réduit à celui de sa capacité au travail » (p. 101). Beauvoir distingue donc trois phases dans l’histoire de la femme : l’âge de pierre où tout était mis en commun, où les hommes et les femmes se partageaient leurs tâches ; l’ère de la propriété privée, où l’homme, ayant besoin d’esclaves mit les femmes à sa disposition ; enfin le capitalisme, qui a empêché les femmes de se hisser à égalité avec les hommes malgré les possibilités offertes par les machines.
Beauvoir trouve ces explications brillantes mais n’en est pas tout à fait satisfaite. De même que la psychanalyse ne voit que la sexualité, le matérialisme historique ne voit que l’économie. Or, le lien entre la propriété privée et l’infériorité de la femme ne peut être qu’arbitraire.
Beauvoir conclut que la biologie, la psychanalyse et le matérialisme apportent des éclaircissements certes intéressants mais insuffisants sur la condition féminine. L’existentialisme se présente dès lors comme un outil d’importance.

### Deuxième partie: Histoire
Cette partie, qui étudie les rapports entre les hommes et les femmes à travers l’Histoire, ne se penche que sur l’Occident, ce qui n'empêche pas l'ensemble de l'essai de prétendre à l'universalité.
I.
Beauvoir s’interroge d’abord sur la cause profonde de l’inégalité entre les hommes et les femmes, tâchant de remonter à la Préhistoire. Elle se demande pourquoi la maternité a infériorisé la femme plutôt que le contraire. Constatant que l’ethnologie propose trop de thèses contradictoires sur la question, elle se lance dans une interprétation existentialiste et subjective. Son idée est la suivante : en enfantant et en allaitant, la femme est considérée comme rivée à l’animalité, l’immanence, tandis que l’homme, débarrassé de ces obligations, chasse, crée, se détache donc de son animalité pour entrer dans la transcendance.
II.
Le pouvoir appartenait dès la Préhistoire aux hommes, et si les femmes bénéficiaient de valeurs positives, comme la fertilité, elles n’avaient pas de sort enviable. L’homme restait le maître. À mesure que l’agriculture s’est développée, que le hasard a été limité, la femme a été de plus en plus écartée ; elle était un objet de vénération pour l’homme angoissé, rien de plus. Peu à peu, la femme a perdu tout rôle économique tandis que l’homme l’a repoussée dans l’immanence de la procréation, tout en gardant un certain respect pour elle, comme en témoigne la Vierge Marie du christianisme.
III.
Dans les siècles qui ont suivi les temps primitifs, « c’est à la propriété privée que le sort de la femme est lié à travers les siècles : pour une grande partie son histoire se confond avec l’histoire de l’héritage » (p. 138). La femme n’hérite pas, ne possède pas ; elle est possédée, assurant à l’homme puissance et aliénation. Nombreuses sont les lois – la polygamie par exemple – qui assujettissent la femme. Celle-ci perpétue le patrimoine, en procréant, sans le posséder. Beauvoir analyse notamment la situation de la femme grecque ou égyptienne, « réduite à un demi-esclavage » (p. 150), mais surtout celle de la femme romaine, beaucoup plus émancipée mais victime de misogynie et pas assez éduquée pour accomplir ses projets : « Elle est libre ‘pour rien’ » (p. 158).
IV.
« L’idéologie chrétienne n’a pas peu contribué à l’oppression de la femme » (p. 158), écrit ensuite Beauvoir. Dans l’Ancien Testament, la femme est subordonnée à l’homme. Puis les saints pères ont rabaissé la femme. Au Moyen Âge, celle-ci a une vie difficile, étant ballottée, utilisée, répudiée. Les femmes célibataires restent les plus libres et les mariées ne connaissent « guère d’autre forme de liberté que la désobéissance et le péché » (p. 173). Dans l’ensemble, les hommes possèdent tout et méprisent les femmes. La littérature, hormis la courtoise, n’est pas tendre avec elles. Durant la Renaissance, leurs conditions s’améliorent. Dans le domaine des arts et des connaissances, les hommes et les femmes prouvent leur talent. Mais celles-ci sont encore peu instruites et ce sont les nobles, les reines surtout, qui ont les destins féminins les plus riches : Catherine de Médicis, Élisabeth d'Angleterre, Isabelle la Catholique. Aux XVIIe et XVIIIe siècles, les femmes continuent de briller intellectuellement : Mlle de Gournay, Mme de Rambouillet, Mlle de Scudéry, Madame de Sévigné (XVIIe siècle) ; Mme Geoffrin, Mme du Deffand, Mlle de Lespinasse, Mme d’Épinay, Mme de Tencin (XVIIIe siècle). De grands auteurs les défendent, comme Charles Perrault, La Bruyère, et surtout Poullain de La Barre, ouvertement féministe dans son ouvrage De l’Égalité des deux sexes.
V.
Beauvoir déplore que la Révolution française n’ait que peu amélioré les conditions des femmes malgré des revendications féministes comme la Déclaration des droits de la femme et de la citoyenne d’Olympe de Gouges en 1791. Le code napoléonien a détruit leurs « minces conquêtes » (p. 190), annonçant un XIXe siècle misogyne. Auguste Comte est pour une « hiérarchie des sexes » (p. 192) ; Balzac valorise la bourgeoise conservatrice et antiféministe. Quant aux bourgeoises elles-mêmes, elles ne réclament rien, illustrant la complicité fautive des femmes, déplorée par Beauvoir. De pseudo-féministes comme Victor Hugo desservent la femme en renforçant les clichés tels que l’intuition féminine : « Elle est discréditée aussi par la maladresse de ses partisans » (p. 195). Néanmoins, la femme bénéficie de la Révolution industrielle en cours en se faisant plus autonome et en étant défendue par les réformistes, exception faite de Proudhon. Mais elle est plus exploitée et peine à s’organiser : « C’est une tradition de résignation et de soumission, un manque de solidarité et de conscience collective qui les laisse ainsi désarmées devant les nouvelles possibilités qui s’ouvrent à elles » (p. 200). Si les conditions de la travailleuse s’améliorent petit à petit – augmentation des salaires, vie syndicale –, un problème essentiel perdure, « la conciliation de son rôle reproducteur et de son travail producteur » (p. 203). Commence alors un rapide historique de la contraception, qui existe depuis l’Antiquité, et de l’avortement, toléré dans les civilisations gréco-latines et orientales. Pour Beauvoir, le nœud de l’émancipation féminine est clair : « C’est par la convergence de ces deux facteurs : participation à la production, affranchissement de l’esclavage de la reproduction, que s’explique l’évolution de la condition de la femme » (p. 209). Beauvoir fait ensuite le tour de différents pays. En France, le féminisme n’a que lentement porté ses fruits : Napoléon a déclaré la femme dépendante de l’homme ; des femmes ont même protesté contre la solidarité de sexe au profit d’une solidarité de classe, comme Louise Michel, qui « se prononce contre le féminisme parce que ce mouvement ne fait que détourner des forces » (p. 211) ; de façon générale, les femmes sont plus conservatrices que les hommes, même pour leur propre sort. Finalement, « il a fallu attendre jusqu’en 1945 pour que la Française acquière ses capacités » (p. 213). Les Anglaises, les Américaines et les Suédoises ont été plus vite émancipées que les Françaises au XXe siècle, tandis que les Italiennes ont été victimes, en tant que femmes, du fascisme.
La conclusion de la deuxième partie est sans appel : « Toute l’histoire des femmes a été faite par les hommes » (p. 222). Si Beauvoir insiste ensuite sur le poids coupable des traditions et le grand effort demandé aux femmes pour se libérer, elle signale aussi la responsabilité de ces dernières : « La majorité des femmes se résignent à leur sort sans tenter aucune action (…) » (p. 223). Les revendications des femmes féministes – à commencer par la volonté de ne pas être exaltées dans leur féminité et de voir leur transcendance l’emporter sur l’immanence – sont nombreuses et l’émancipation sera difficile.

### Troisième partie: Mythes

#### Chapitre premier
Par son existence et sa domination, l’homme se pose face à la femme, l’Autre inessentiel qu’il peut posséder. En en faisant une sorte d’étrangère, il fait naître le mythe féminin, englobant le dégoût de son corps et de ses menstrues, l’obsession de la virginité (vue différemment selon les cultures), les exigences d’une beauté sophistiquée. Beauvoir insiste surtout sur les rapports sexuels, durant lesquels la femme est, selon elle, nécessairement infériorisée : physiquement d’abord, puisqu’elle est possédée, symboliquement ensuite, en rappelant à l’homme son animalité, sa mort, en adossant donc un rôle négatif. Le christianisme a renforcé cet effroi pour le corps féminin.
Le mythe féminin, c’est aussi la sainte chrétienne – dont le corps est alors abstrait, la bonté et la moralité de la mère, la soumission de l’épouse. Dans tous les cas, la femme valorise l’homme, le reconnaît comme essentiel. « Figure sensible de l’altérité » (p. 295), la femme est partout, symbolisant avec gloire des valeurs telles la liberté ou la victoire ; elle est associée à la terre et à la fertilité. Elle est définitivement associée à la douceur et à la protection, mais « trop docile pour menacer l’œuvre des hommes, [elle] se borne à l’enrichir et à en assouplir les lignes trop accusées » (p. 298). Elle est au service des hommes, telle la muse du poète. L’homme est généreux avec elle pour mieux l’asservir. Il a besoin de son regard pour se sentir conquérant, nécessaire. Il projette sur elle sa transcendance. Mais prise dans la réalité, la femme perd de sa magie : l’épouse par exemple rend servile et jaloux ; elle est fausse et infidèle. La femme est à la fois le bien et le mal, dualité qui se retrouve chez la prostituée. Dès qu’elle est libre et indépendante, elle déçoit car elle sort du mythe, des représentations des hommes. La femme est même étrangère à elle-même, puisqu’elle est hantée par sa propre essence forgée par les hommes et entretenue par elle-même.

#### Chapitre II
Beauvoir analyse la pensée de cinq écrivains, du plus misogyne au plus féministe. Les quatre premiers ont contribué à renforcer le mythe du féminin.

##### I. Montherlant ou le pain du dégoût
Henry de Montherlant est un écrivain à la misogynie aiguë : il n’accorde pas une seule qualité à la femme, qu’il juge nuisible à l’homme, encombrante dans le mariage. Ainsi, il crée des héros solitaires qui ne peuvent souffrir la rivalité des femmes. Mais celles-ci ne sont pas pour autant oubliées : « (…) c’est en niant la Femme qu’on peut aider les femmes à s’assumer comme êtres humains » (p. 325). La femme est donc femme par défaut de virilité ; son corps est haïssable, sauf celui de la sportive ; elle est définitivement chair ; elle est inessentielle, inférieure. Mais une contradiction apparaît chez Montherlant : il méprise la femme, pourtant il a besoin d’elle, de sa conscience, pour se mettre sur son piédestal viril. Beauvoir accable Montherlant et sa solitude trompeuse : l’homme seul ne peut se comparer ; la supériorité virile n’est qu’un leurre dans l’isolement.

##### II. D.H. Lawrence ou l’orgueil phallique
L’auteur de Lady Chatterley « se situe aux antipodes d’un Montherlant » (p. 342) mais n’est pas féministe pour autant. Pour lui, l’homme et la femme doivent s’atteindre, s’unir, non dans leur singularité, mais dans leur généralité. En se donnant l’un à l’autre, ils oublient leur subjectivité, ce qui établit entre eux une apparente égalité. Mais en réalité l’homme est considéré comme supérieur. Être phallique, il incarne la transcendance, tandis que la femme est passive, enfermée, immanente. Lawrence exècre dès lors les femmes qui veulent inverser les rôles, les femmes modernes qui cherchent à avoir une « sensualité autonome » (p. 349). La femme est nécessaire et bénéfique à l’homme, mais toujours dans la subordination.

##### III. Claudel et la servante du Seigneur
Par son catholicisme, Paul Claudel a une vision peu émancipatrice de la femme. Celle-ci est d’abord une tentatrice, qui « a sa place dans l’harmonie de l’univers » (p. 355) parce qu’« il est bon que l’homme connaisse les tentations de la chair » (p. 355). Sa destinée terrestre est son union à l’homme devant Dieu ; socialement inférieure, elle le soutient, car son dévouement est une de ses grandes qualités. Dans l’au-delà, elle acquiert en revanche une transcendance égale à celle de l’homme ; son rapport à Dieu est identique. Sur Terre et dans l’œuvre de Claudel, la femme reste indéfectiblement l’Autre, celle grâce à qui le salut arrive ; mais cela implique qu’elle est autonome dans la recherche de son propre salut. Beauvoir veut démystifier dans ce chapitre la gloire céleste qui tente de cacher son infériorisation terrestre.

##### IV. Breton ou la poésie
Dans la poésie d’André Breton, comme dans l'œuvre de Claudel, la femme « arrache l’homme au sommeil de l’immanence » (p. 366). Elle est mystère, révélation, poésie, magie. « Elle ouvre les portes du monde surréel » (p. 369). Elle est l’essence de la beauté et du monde, grâce à laquelle l’homme peut se sauver. Mais elle est toujours autre qu’elle-même, car elle n’est vue que poétiquement. « Vérité, Beauté, Poésie, elle est Tout : une fois de plus tout sous la figure de l’autre, Tout excepté soi-même » (p. 375).

##### V. Stendhal ou le romanesque du vrai
Beauvoir apprécie Stendhal car ses romans n’entretiennent aucun éternel féminin. C’est « un homme qui vit parmi des femmes en chair et en os » (p. 376). Il a même été explicitement féministe : « Tous les génies qui naissent femmes sont perdus pour le bonheur public », a-t-il écrit (p. 377). Il a très bien compris que l’infériorisation de la femme était due à son éducation. Inversement, il aime l’authenticité des femmes qui, étant moins instruites, sont exemptes d’« esprit de sérieux », généreuses, vraies ; jamais elles ne s’aliènent dans des affaires prétendument importantes. Elles sont libres de tout préjugé, de toutes valeurs bourgeoises, comme Clélia Conti (La Chartreuse de Parme) ou madame de Rênal (Le Rouge et le Noir). Leurs pensées et leurs décisions sont guidées par « un authentique souci de la valeur » (p. 386). Beauvoir acclame Stendhal qui, de façon tout à fait inhabituelle, parle de la femme en tant qu’être libre, et non en tant qu’essence : « La femme selon lui est simplement un être humain : les rêves ne sauraient rien forger de plus enivrant » (p. 389).

##### VI.
Hormis Stendhal, les écrivains analysés par Beauvoir cherchent en la femme un autre par lequel ils pourront se révéler à eux-mêmes.

#### Chapitre III
Beauvoir conclut le premier livre du Deuxième Sexe par un bref chapitre dans lequel elle se demande si le mythe féminin, si présent dans la littérature, est important dans la vie quotidienne. Premier constat accablant : « Les démentis de l’expérience ne peuvent rien contre le mythe » (p. 395). Par ailleurs, il n’y a pas un mythe, mais des mythes, variables selon les sociétés et les époques. Le plus ancré de tous est celui du mystère féminin, conséquence de la position d’Autre de la femme. Ce mystère crée une telle confusion que ni l’homme ni la femme ne sauraient définir la femme. Et pour cause : d’un point de vue existentialiste, on ne saurait dire ce qui est nécessaire. Hommes et femmes doivent y participer, les premiers sans duplicité, en considérant les secondes comme des êtres à part entière.

## Tome II: L’expérience vécue

### Introduction
Beauvoir affirme que par le mot femme elle ne se « réfère évidemment à aucun archétype, à aucune immuable essence » (p. 9).

### Première partie: Formation
L’ensemble de cette partie est un développement pessimiste sur les premières années de la vie d’une femme, laissant deviner des expériences personnelles et des observations négatives chez Beauvoir.

#### Chapitre premier: Enfance
« On ne naît pas femme : on le devient » (p. 13). Beauvoir commence le tome II du Deuxième Sexe par une phrase devenue un des adages du féminisme. Pour comprendre comment une fille devient une femme (au sens stéréotypé du terme), elle remonte à l’enfance. Durant celle-ci, deux facteurs conduisent à une rapide infériorisation de la petite fille : la valorisation du pénis, liée à l’éducation et non la biologie, et la préparation au rôle de mère. Contrairement aux garçons, les filles peuvent rester longtemps dans les bras de leurs parents, être coquettes, comédiennes. Elles vivent un complexe de castration, regrettent de ne pouvoir uriner debout. Elles apprennent la beauté, la séduction, entrent dans l’immanence. Elles sont éduquées par des femmes, prises alors dans un cercle vicieux. Elles sont plus proches du stade adulte que les garçons car des tâches ménagères leur incombent vite. Les parents ont aussi plus d’estime pour les garçons. La découverte décisive des filles est la supériorité des hommes. Tandis qu’un garçon rivalise avec son père souverain, la fille l’admire, passive. La culture est à l’exaltation féminine ; la littérature glorifie peu les femmes ; dans le christianisme, Dieu est le père. Quelques filles sont rebelles, luttent contre leur féminité : « En elles, la transcendance condamne l’absurdité de l’immanence » (p. 49). Les filles sont plus rêveuses que les garçons, plus intéressées par le mariage. Leur puberté, plus précoce, est un bouleversement : elles se sentent humiliées par leurs règles, regardées ; elles entrent dans le clan des femmes. Chez les garçons, la puberté prolonge la virilité ; alors que les règles sont un malheur, le pénis apporte de la fierté. Mais ce n’est que la dévalorisation de la féminité qui entraîne de telles associations. En 1949, les jeunes filles sont encore mal informées sur la sexualité qu’elles découvrent grâce à la culture qui fait de l’homme un orgueilleux et la femme un être aliéné. On veut la jeune femme pure, celle-ci vit alors des refoulements, se réfugie dans la mauvaise foi, les fantasmes. Les parents comme la culture préparent donc la fillette à son futur rôle de femme infériorisée.

#### Chapitre II: La jeune fille
La jeune fille attend le mariage tandis que le jeune homme pense à un avenir dont la femme n’est pas un élément indispensable. Tout persuade la jeune fille qu’elle doit se soumettre à l’homme, qu’il est l’autre essentiel. La transcendance des garçons se confirme avec le temps : ceux-ci exercent des sports violents, se lancent des défis, alors que les jeunes filles ne prennent pas de risques. La violence physique est un moyen pour les garçons de s’affirmer ; la colère non physique des filles est frustrante car elle ne touche pas le monde. Chez la jeune fille, le lien entre le corps et la psychologie est fort, entraînant angoisses et handicaps. Pourtant il n’existe aucun obstacle physiologique chez une femme. Mais les filles ne sont encouragées ni en sport, ni dans les domaines intellectuels. L’étudiante a souvent des tâches ménagères en plus de son travail. Elle est rarement indépendante et insouciante. Les filles se sentent inférieures aux garçons et se complaisent dans la médiocrité. Elles se font passives pour plaire, se modèlent sur les désirs des garçons. Elles oscillent, voulant être elles-mêmes mais aussi l’autre, l’inessentiel : « Elle se met à exister dehors » (p. 100). La passivité donne un certain pouvoir, séduit. Chez les garçons, le narcissisme décline à l’adolescence ; chez les filles, il se développe, se transformant en « culte du moi ». Ce culte s’exprime par exemple dans les journaux intimes, où le moi caché est considéré comme vrai et exceptionnel. Les rêveries des jeunes filles sont sans prise sur le monde. Le narcissisme s’exprime aussi à travers les grandes amitiés où l’autre fille est vue comme un double. Pour être dans la vie, elles chercheront plus une femme, comme leur professeur. Dans les amours lesbiennes, elles trouvent l’amour sans la pénétration ou l’aliénation. Mais ces amours sont transitoires : les filles se savent vouées à l’homme. Elles se réfugient alors dans des amours imaginaires où le sexe n’existe pas et exaltent leur narcissisme. Elles adorent un homme inaccessible qui leur semble supérieur à tous les autres et dont elles font une idole, et au nom de cet idéal, refusent les prétendants réels et la sexualité. Le passage à l’amour véritable est alors difficile et décevant, voire impossible. Si la sexualité est acceptée, la jeune femme se fait autre, docile et inessentielle. Elle est à la fois blessée et flattée par le regard des hommes : « elle ne voudrait être vue que dans la mesure où elle se montre » (p. 118). Elle est déchirée entre le destin assigné par la société et la rébellion. D’où sa fuite, ses ruses, ses ricanements : elle refuse à moitié sa situation. Par le masochisme et les automutilations, elle anticipe l’acte sexuel qui l’effraie. La mauvaise foi la caractérise : elle fuit la réalité, elle se révolte et se désespère sans savoir ce qu’elle veut. Mais en même temps, elle ne cherche pas à repousser les limites du monde réel. Elle n’agit pas vraiment, garde ses secrets. L’homme aussi est responsable, en la poussant à plaire, à rester dans l’immanence. Alors la jeune fille ne fait rien, rêve, au mieux est extravagante. Elle peut aussi développer des qualités, comme la juste observation des sentiments ou l’anticonformisme ; elle peut être authentique, aimer la nature, la liberté. Certaines jeunes filles réalisent des projets, sont adaptées à la réalité ; pourtant, leur intégration reste difficile. La fin de l’adolescence s’accompagne d’une amélioration : la jeune fille est moins troublée, moins complexée et moins rêveuse. Elle est préoccupée par le mariage et délaisse les amitiés féminines. Beauvoir a voulu montrer que « le caractère et les conduites de la jeune fille expriment sa situation : si celle-ci se modifie, la figure de l’adolescente apparaît aussi comme différente » (p. 142). En 1949, les femmes sont plus ambitieuses, mais, encore accaparées par le mariage, elles abandonnent souvent leurs projets.

#### Chapitre III: L’initiation sexuelle
Le début de la vie sexuelle d’une femme est plus brutal et plus lourd de conséquences que celui d’un homme. Son érotisme est complexe, à l’image de sa situation. Alors que l’homme est toujours disponible, la femme, elle, doit être disponible pour qu’il y ait rapport sexuel. Leur situation morale est également différente : la femme doit être chaste et se donner, tandis que l’amant conquiert. Beauvoir dénonce en revanche l’idée selon laquelle une vierge doit être initiée par un homme en raison d’une prétendue absence de désirs. Selon elle, l’élan érotique de la femme n’est pas satisfait : celle-ci désire mais est aussi une proie. L’inexpérience de la jeune fille et les tabous autour de la sexualité entraînent blocage et refus du coït. À l’appui de nombreux témoignages, Beauvoir veut montrer que la défloraison est traumatisante, car la jeune fille est attachée à l’enfance et à l’imaginaire. Celle-ci est passive, l’homme juge ; son corps est une chose inerte ; elle est un être nié. L’attitude de l’amant est déterminante la première fois ; elle peut causer des névroses ou de la frigidité. La femme ne s’est jamais bagarrée, alors sa première fois est une lutte dans laquelle elle se sent impuissante. « La première pénétration est toujours un viol », écrit catégoriquement Beauvoir (p. 161). La jeune femme est aliénée dans son corps, par la pénétration et la douleur. Elle connaît mal son vagin, donc ses désirs, alors que l’homme impétueux est dans le contrôle. Les tabous et l’inhibition de la jeune femme sont liés à l’éducation, à la société et aux dégoûts personnels. Souvent elle se révolte contre son destin sexuel. La peur de l’enfant est une gêne supplémentaire et le préservatif donne un aspect chirurgical aux rapports. L’idéal pour la jeune fille serait un apprentissage progressif de la sexualité. La vraie maturité n’est pas la défloraison mais le trouble de la chair. Mais la femme assume mal ses désirs et le problème crucial du début de sa sexualité est l’absence de plaisir, qui provoque chez elle une rancune. Le plaisir clitoridien est refusé par de nombreuses femmes car il paraît infligé ; celles-ci veulent du plaisir là où elles en donnent ; elles veulent la réciprocité, sous peine de frigidité, qui est alors une punition assénée à l’homme. Cette frigidité prend fin avec un amant délicat. Mais il n’existe pas de symétrie entre l’homme et la femme dans le plaisir : celui du premier est limité, facile à circonscrire, celui de la femme plus complexe. L’assouvissement de la femme n’est jamais clair. Sa sexualité dépend de sa situation et n’est soumis à aucune règle. Selon la psychanalyse, la femme a le goût pour le masochisme, aime être dominée. Ce masochisme est lié chez certaines femmes au narcissisme qui aliène l’ego, pose le moi hors du plaisir, fait fuir la femme. Pour qu’il y ait égalité, le don de soi doit être réciproque. Ce n’est que tardivement que la femme s’accomplit sexuellement et devient authentique, s’acceptant comme chair.

#### Chapitre IV: La lesbienne
Étudier la lesbienne est un moyen pour Beauvoir de mieux comprendre les rapports de la femme avec les hommes et avec la féminité. Elle émet d’abord des réserves sur des analyses de Freud (la lesbienne serait une clitoridienne dont le complexe d’Œdipe n’est pas achevé) et d’Alfred Adler (la lesbienne refuse son absence de pénis et la domination masculine). Pour Beauvoir, il n’y a ni fatalité ni normalité ; seule compte l’authenticité d’un choix. L’homosexualité peut d’ailleurs être une étape vers l’hétérosexualité, des adolescentes faisant l’apprentissage de la sexualité avec d’autres femmes. Il existe deux types de lesbiennes : les masculines (qui veulent imiter les hommes) et les féminines (qui ont peur des hommes). Les premières sont inauthentiques dans la mesure où elles considèrent l’homme comme essentiel, puisqu’elles l’imitent. Les femmes viriles seraient même des hétérosexuelles revendiquant autonomie et égalité. C’est pourquoi de nombreuses artistes et intellectuelles sont homosexuelles. L’homosexualité est difficile à vivre si la femme refuse la féminité tout en la voulant. L’absence de pénis interdit le deuil de la féminité. Les rapports avec la mère conditionnent le type de relation lesbienne : si la mère a été protectrice, la lesbienne recherchera le même bonheur ; si la mère a été dure, elle recherchera une bonne mère. Dans la relation lesbienne, l’autre est un miroir garantissant la réciprocité. Il est difficile de comprendre une lesbienne car une comédie sociale se superpose souvent à des rapports sincères. Sa sexualité est ambiguë car tout en refusant la domination masculine, la lesbienne veut dominer une autre femme. Ses conflits sont liés à la sincérité et à des problèmes d’intégration dans la société. Elle fréquente parfois des hommes si elle leur trouve des intérêts communs, mais le plus souvent elle les fuit, voyant en eux des rivaux. La lesbienne peut vivre dans l’épanouissement et l’authenticité mais dès lors qu’elle s’enferme dans un rôle, elle devient inauthentique.

### Deuxième partie: Situation

#### Chapitre V: La femme mariée
La destinée traditionnelle de la femme est le mariage. Si en 1949, l’union est le plus souvent consentie par les deux époux en France, les mariages arrangés sont encore fréquents dans la bourgeoisie bien-pensante. Dans le mariage, la femme dépend de l’homme ; c’est sa seule justification sociale. Pour l’homme, le mariage est une expansion de son existence ; pour la femme, il est une façon d’exister. L’homme est producteur et transcendant ; la femme est une reproduction figée dans l’immanence, sans prise sur le monde. Si être au foyer est une situation préférable à celle d’un emploi mal payé, peu de jeunes femmes sont enthousiastes à l’idée de mariage, principalement parce que celui-ci ne coïncide pas avec l’amour. C’est que la société veut que l’intérêt collectif prime sur le bonheur individuel. Le plaisir est ainsi distinct de la reproduction, et même nié. Proudhon estime que le mariage n’est pas de l’amour tandis que Montaigne, quatre siècles plus tôt, comprend la frustration des femmes. Au XIXe siècle, la montée de l’individualisme fait naître le droit à l’amour. Néanmoins, l’intégration de l’amour au mariage se fait très lentement et en 1949, reste insuffisante. Des tabous entravent dès le début le mariage. La grande valeur encore accordée à la virginité bride le désir féminin ; la nuit de noces est un moment gênant, autant pour la femme inexpérimentée que pour l’homme impressionné par la solennité du moment. Le mariage ne peut donc être réussi que si le désir est réciproque. Cependant, le devoir règne encore dans le couple en 1949. Une fois le couple installé, l’homme se réalise à l’extérieur et la femme se consacre à la maison. Elle est gagnée par une dialectique : elle renonce au monde mais veut en conquérir un autre. La maison lui pose des limites qu’elle nie. Elle lui permet une prise sur la matière sans la sortir cependant de l’immanence. Les tâches ménagères sont nombreuses et répétitives, elles représentent une lutte permanente contre le mal et perpétuent sans cesse le présent. La poussière fâche la femme au foyer en réalité révoltée contre son sort. Le ménage prenant permet une fuite loin de soi et une compensation sexuelle dans les sociétés puritaines. La cuisine a un aspect plus positif que le ménage : elle fait sortir au marché où les femmes se retrouvent ; elle transforme de la matière, telle de la magie. Beauvoir est explicitement critique de la vie au foyer, à l’image du peu de considération dont elle souffre de plus en plus en 1949 [pas clair]. Pour elle, le foyer, surtout les premières années du mariage passées et les enfants arrivés, n’offre aucun avenir. Le mariage est aussi discrédité : l’amour (s’il y en a jamais) est éphémère, les différences et les conflits nombreux, l’entente rare. Le fossé entre le mari et la femme est encore profond en 1949. La femme est souvent plus jeune et infantilisée. Elle se fait croire qu’elle aime son mari et nie sa déception ; elle se persuade alors qu’elle a besoin de son mari et compense son manque d’amour par la jalousie. Elle est aussi intellectuellement inférieure à son mari : même si elle est intelligente, elle manque d’instruction. L’homme est alors flatté ; il pense pour le couple. Il aime soumettre la femme qui dès lors se rebelle ou se complaît dans le masochisme. Dans le premier cas, elle s’accroche à ses convictions et tente d’humilier son mari dans sa virilité, lui ôtant de cette façon sa transcendance. En même temps, elle doit faire attention à ne pas perdre son mari. En fait, si la femme est compliquée, c’est à cause de l’institution du mariage qui lui demande de tout donner. En 1949, les couples marchent de mieux en mieux [pas clair] mais restent victimes de l’ennui et de la solitude. Ils ignorent le vrai amour. Ils connaissent mal l’autre. L’homme mystifie la femme en simplifiant sa psychologie. Il ment en affirmant que son épouse a une influence sur lui. La vie de famille est décidément très mal vue par Beauvoir, qui y voit un mari décevant, une femme rêveuse, peu stimulée intellectuellement. Le mariage idéal serait l’union de deux êtres libres qui se reconnaissent comme tels réciproquement. En 1949, les époux sont, du point de vue de la loi, quasi-égaux. Mais un obstacle de taille demeure : le manque d’autonomie financière des femmes.

#### Chapitre VI: La mère
Beauvoir aborde presque immédiatement un sujet brûlant en 1949, présenté ainsi comme une urgence : l’avortement. Malgré leur illégalité à cette époque en France, les avortements clandestins ne sont pas freinés par la loi ; ils sont même aussi nombreux que les naissances. Beauvoir dresse alors un tableau désastreux du problème. Elle critique l’hypocrisie de l’Église catholique (qui a autorisé des meurtres mais juge que l’avortement en est un) et des hommes (qui condamnent l’avortement mais poussent leurs femmes à y avoir recours quand cela les arrange), ainsi que les vieilles traditions anti-féministes. Mais elle ajoute que la répression a toujours été inefficace. Elle dénonce aussi le manque de soin que les femmes ayant tenté de se faire avorter reçoivent à l’hôpital et l’attitude culpabilisante du personnel soignant. Les femmes sont divisées d’ailleurs, entre culpabilité, doute et refus de garder un enfant non désiré. Beauvoir note que les bourgeoises sont plus favorisées car elles ont plus facilement accès aux méthodes contraceptives ; l’avortement est alors un révélateur d’inégalités sociales. Beauvoir accuse les hommes démissionnaires et hypocrites, mais aussi, une fois de plus, la soumission des femmes : « […] elle est généralement trop timide pour se révolter délibérément contre la mauvaise foi masculine » (p. 338). Il apparaît clairement que Beauvoir revendique la légalisation de l’avortement. Elle traite ensuite du problème de la grossesse, annonçant d’emblée que chacune est vécue différemment et que toutes les femmes, pour des raisons diverses, ne souhaitent pas être enceintes. Sa vision de la grossesse est très négative, faisant osciller la femme entre transcendance (elle donne la vie) et immanence (elle la subit), entre sentiment d’immortalité et de mortalité. La naissance est aussi l’occasion de réactions diverses, allant du vide à l’étonnement. Beauvoir précise à ce moment son soutien aux méthodes d’accouchement sans douleur. Elle nie l’idée d’un instinct maternel : « L’attitude de la mère est définie par l’ensemble de sa situation et par la manière dont elle l’assume » (p. 364). Lorsque la mère veut s’aliéner dans l’enfant, qui est un être autonome, celui-ci mène à la désillusion. Souvent l’amour maternel n’est pas authentique ; la maternité a été trop mystifiée pour qu’il le soit. Fréquemment la mère veut dominer, modeler son enfant, ou au contraire s’en faire son esclave pour combler un vide. L’éducation est difficile, mais plus simple s’il s’agit d’un garçon, d’une part parce que les garçons bénéficient d’un plus grand prestige, d’autre part parce que les rapports mère/fille sont compliqués par la jalousie ou l’hostilité : la mère craint en effet souvent d’être substituée par sa fille (qui participe aux tâches ménagères) et a de la rancœur contre elle, qui peut encore améliorer sa vie. Beauvoir veut pour finir démonter deux préjugés : celui selon lequel la maternité rend toute femme heureuse ; et celui prétendant inversement que tout enfant sera heureux grâce à sa mère. Car la femme ne doit pas se borner à son enfant et rester ainsi dans l’immanence. Pour cela, elle doit travailler et Beauvoir estime que travail et maternité sont conciliables, à condition que l’État accepte d’aider.

#### Chapitre VII: La vie en société
Sa vie mondaine est l’occasion pour une femme de se montrer. Elle s’aliène alors dans ses toilettes, joue un personnage. On attend d’elle élégance et féminité. La robe représente un érotisme dans la vie sociale, rendant le mari fier et éveillant le désir des autres hommes. La femme se fait coquette, pratiquant du sport et faisant des régimes : elle libère alors sa chair tout en se créant une dépendance. Elle est belle pour « se faire être » (p. 400) ; c’est pourquoi elle supporte mal les critiques. Les réceptions mondaines sont des institutions creuses où l’homme s’ennuie et où la femme se montre. Les amitiés féminines sont importantes et constituent un « contre-univers » (p. 405) où les femmes se réfugient et se lient dans une « complicité immanente » (p. 405). Elles sont entre elles sincères tandis qu’avec leurs époux elles sont en représentation et font semblant de s’accepter comme inessentielles. Cependant, la complicité va rarement vers l’amitié : les femmes se dépassent vers le monde et non vers les autres. Elles peuvent même ressentir de la jalousie. C’est l’homme qui garde le prestige et une femme ne pourra le remplacer. C’est pourquoi la femme se confiera à un homme, un médecin ou un prêtre par exemple. À l’extérieur, les femmes chercheront la passion. Leur infidélité est plus souvent due à la déception qu’à la rancune. L’adultère est la conséquence du mariage sans amour. L’amant est préféré au mari car il ne déflore pas et donne à la femme un sentiment de liberté. Mais l’adultère est plus condamné chez la femme que chez l’homme car c’est par la première qu’il risque de naître des bâtards. La société confond encore femme libre et femme facile. Cela dit, l’adultère comme la vie mondaine ne constitue pas une vie authentique pour la femme.

#### Chapitre VIII: Prostituées et hétaïres
La prostitution est en partie une conséquence du mariage puisque le mari impose la chasteté à sa femme. Les prostituées permettent donc aux femmes honnêtes d’être respectées alors qu’elles-mêmes ne le sont pas. Elles sont intellectuellement normales, mais incitées à se vendre par la misère et le chômage. Souvent elles ont été déflorées jeunes, sans amour, parfois sous la contrainte. Elles s’imaginent que leur travail est provisoire mais sont vite enchaînées. Leur souteneur est un appui moral et financier, parfois un amant, parfois un objet de haine. Les prostituées sont souvent homosexuelles ; avec les autres femmes, elles se créent un contre-univers où la dignité humaine demeure. Les rapports avec les clients sont variés, allant de l’indifférence à la haine en passant par le mépris. Le vrai problème des prostituées n’est pas tant d’ordre moral ou psychologique : les prostituées souffrent avant tout de pauvreté et d’une santé fragile. Elles sont des choses. Supprimer la prostitution revient à supprimer un besoin et à instaurer l’amour libre et consenti entre les hommes et les femmes. L’hétaïre (au sens moderne et métaphorique du terme), quant à elle, n’est pas exactement une prostituée : elle se fait connaître dans sa singularité. Une haute destinée peut lui être offerte mais elle a pour cela besoin d’un homme. Au XIXe siècle, c’était une demi-mondaine ; au XXe siècle, c’est une star. Entre la prostitution et l’art, le passage est incertain. En effet, l’hétaïre se sert de son corps pour réussir. Si le créateur se transcende dans l’œuvre, elle engloutit l’homme dans son immanence. Elle est certes économiquement autonome et agit en conquérante avec les hommes, mais son égalité avec eux est un leurre, car elle a besoin d’eux comme une femme a besoin de son mari. Son protecteur affirme d’ailleurs sa puissance à travers elle. À Hollywood, les vedettes sont soumises à un esclavage : leur corps doit être parfait, elles doivent lutter contre le temps, et leur vie devient vite publique. Cependant l’hétaïre accepte sa condition, à l’image du célèbre personnage de Zola, Nana ; elle vit dans une « complaisance d’esclave » (p. 445) et vise des valeurs toutes faites, comme l’argent ou la gloire. Dans le fond, elle s’ennuie autant qu’une femme au foyer.

#### Chapitre IX: De la maturité à la vieillesse
Plus que l’homme, la femme dépend de son destin physiologique. La ménopause lui fait perdre ce qui la justifiait. La vieillesse lui fait horreur car elle doit toujours plaire. Elle est prise de nostalgie face à son « existence manquée » (p. 453). Elle fait ce qu’elle n’a pu faire avant, adopte un nouveau comportement sexuel. Elle a une nouvelle vie imaginaire. Elle fantasme comme lorsqu’elle était adolescente, développe une érotomanie, cherche du secours auprès de Dieu pour avoir une vérité. Mais elle subit la fatalité du vieillissement. Elle ne peut réveiller la flamme conjugale et cherche des amants plus jeunes qu’elle qui lui donnent l’illusion d’être respectée. Lorsque sa vieillesse est acceptée, elle devient un être nouveau. Son défi est alors de garder une place sur Terre. Certes, elle a moins de contraintes et un mari moins dominant, mais que peut-elle faire de sa nouvelle liberté ? Avec ses enfants, ses rapports sont compliqués. Si elle a un fils, elle va vouloir en faire sa chair, son existence, se rendre indispensable ; l’arrivée de la bru va être pénible. Si elle a une fille, elle risque de se sentir sa rivale et de pousser cette dernière à la rébellion. Finalement, rares sont les mères équilibrées qui s’enrichissent de la vie de leurs enfants. Les femmes sans descendance, elles, vont s’en créer une avec des homologues d’enfants. Mais quelle que soit leur postérité, les femmes ne trouveront pas de « justification de la vie déclinante » (p. 470). Seule, la femme vieillissante va se consacrer à des œuvres, des associations, qualifiées d’« ersatz d’action » (p. 472) car elles ne permettent pas d’avoir une réelle prise sur la réalité. Beauvoir dresse finalement un triste portrait de la femme âgée, jugeant rares celles qui agissent vraiment. Elle reconnaît toutefois qu’en fin de vie les femmes ont moins besoin de leurs époux que le contraire et qu’elles ont une psychologie plus fine de l’autre.

#### Chapitre X: Situation et caractère de la femme
La femme n’a connu que peu de changements à travers les siècles, constate Beauvoir en 1949. Elle admet les défauts reprochés à la femme (comédie, mesquinerie…) mais dénonce surtout la situation qui la pousse à ces défauts. Deux problèmes majeurs sont une entrave à son émancipation : sa résignation et son absence de solidarité avec les autres femmes, due à son intégration parmi les hommes. De plus, elle n’a pas de formation et demeure impuissante. Elle compense son ignorance par une admiration pour les hommes, par des superstitions, du fanatisme, un refus du changement. Les hommes sont responsables aussi, en ne donnant pas les moyens aux femmes de se libérer. Elles subissent les hommes tout en s’en plaignant. Leurs larmes et leurs scènes reflètent leur inauthenticité, leur refus qu’elles ne peuvent concrétiser. La femme est donc « librement esclave » (p. 496). L’homme, lui, n’est pas clair non plus, oscillant entre une prétendue morale et une incitation à l’immoralité. Il critique la femme mais s’en trouve ainsi enorgueilli. De cette façon, l’essence masculine est vue comme parfaite, provoque des fantasmes. Pour devenir essentielle, la femme fait de son monde (accouchements…) de grands événements. La religion compense sa frustration, lui offre un « mirage de la transcendance » (p. 507). Les mystères s’opposent à la logique des hommes. Dans la religion, les femmes sont poussées à se faire victimes, à se complaire, se résigner. Beauvoir admet néanmoins que la vie de la femme moyenne comporte quelques avantages : elle a finalement plus de liberté que l’employé moyen ; elle est moins attachée que les hommes aux valeurs toutes faites, mentalité qualifiée d’« esprit de sérieux » ; elle est plus attentive à ses propres émotions et a des conversations plus agréables. Seule la bourgeoise, oisive convaincue de ses droits mais qui ne sait rien, reste très critiquée.

### Troisième partie: Justification
Beauvoir analyse dans cette partie les attitudes que les femmes adoptent souvent pour fuir leur liberté.

#### Chapitre XI: La narcissiste
Dans le narcissisme, « le moi est posé comme une fin absolue et le sujet se fuit en lui » (p. 519). La femme est narcissiste principalement pour deux raisons : la frustration de ne pas avoir de pénis contractée dans l’enfance et la frustration sexuelle survenant à l’âge adulte. La femme narcissiste n’a pas de projet, pas de possibilité d’agir. Elle reste dans l’immanence en vouant un culte au moi. En se regardant, elle se fige dans la mauvaise foi. L’un des grands rôles de la femme narcissiste consiste à se faire passer pour malheureuse, se plaindre, se mettre en scène. Le mythe féminin l’encourage à se croire mystérieuse. Elle sait qu’elle peut toujours plaire, être une égérie, mais l’inaction mène ses ambitions de gloire à l’échec. L’apothéose du narcissisme est le fantasme de l’amant exceptionnel aux yeux duquel la femme se sent supérieure. Celle-ci n’a alors aucune prise sur le monde réel. Le narcissisme est donc un échec, car la femme qui s’y complaît attend une reconnaissance du monde qu’elle ne considère pas.

#### Chapitre XII: L’amoureuse
L’amour n’est pas vu de la même façon par un homme et par une femme et provoque ainsi des malentendus. Pour l’homme, il est une occupation, pour la femme, un don total de soi. Dans une relation amoureuse, l’homme est souverain et la femme immanente. « C’est la différence de leur situation qui se reflète dans leur conception que l’homme et la femme se font de l’amour » (p. 540). La femme dévouée à l’homme est tyrannique avec elle-même ; elle se croit nécessaire et vit une déception quand elle découvre que l’homme n’est pas Dieu. Elle veut emprisonner l’homme mais pas complètement, pour que sa transcendance soit sauvée : c’est la coquette décrite par Jean-Paul Sartre dans L'Être et le Néant. Beauvoir a une vision négative de l’amour passionné, qui serait soumission. L’amour authentique implique l’acceptation de la contingence et de la liberté de l’autre, l’existentialisme considérant chaque homme et chaque femme comme des libertés autonomes. L’amoureuse attend, s’ennuie, n’a pas de prise sur le destin. Elle ne peut surmonter une rupture que si elle a des projets. L’homme est aussi responsable de sa dépendance : il veut que la femme donne tout et, en même temps, est excédé par son attitude.

#### Chapitre XIII: La mystique
Nombreuses sont les femmes dévotes qui ont des relations affectives avec Dieu, l’amour divin sauvant de la contingence de l’existence. Elles confondent l’homme et Dieu et sont proches des érotomanes : elles veulent être chéries. Leurs mots, leur attitude sont sexuels. Dans l’expérience mystique, elles sont narcissistes et désirent être aimées et admirées. Elles se font objets, idoles.

### Quatrième partie: La Femme indépendante (chapitre XIV)
Les libertés civiques ne suffisent pas à l’émancipation féminine. En effet, la femme ne peut s’affranchir que dans le travail, qui lui permettrait de devenir un sujet transcendant. Mais de nombreux obstacles s’opposent à cette émancipation : le monde est encore masculin ; les travailleuses appartiennent le plus souvent aux classes opprimées ; le travail ne libère pas complètement des traditions ; les salaires sont encore faibles. Dès lors la tentation d’être entretenue par un homme est grande. De plus la femme n’a pas encore de liberté morale. Elle doit être un objet ; la notion de féminité lui pèse. D’une part des femmes intellectuelles, autonomes, n’arrivent pas à être des femmes stéréotypées et jouent la comédie ; d’autre part certaines femmes refusent d’être les semblables des hommes. L’idéal est une femme qui allie travail et séduction ; mais les dilemmes demeurent même dans ce cas-là. La femme n’a pas le droit par exemple aux aventures légères. Les hommes n’ont quant à eux pas envie de laisser leur place aux femmes et agissent en conquérants. L’égalité fait cependant son chemin en France en 1949. Une fonction féminine reste lourde à accepter : la maternité. Beauvoir espère qu’un jour la contraception sera libre. Pendant ses études, la jeune fille est partagée entre ses rêves d’adolescente (« l’héritage de son passé », p. 610) et la réalité (« l’intérêt de son avenir », p. 610). La femme est toujours tenaillée par des doutes, des angoisses ; elle est confrontée au destin des femmes entretenues. Elle est aussi moins instruite que les hommes. C’est qu’elle ne croit pas en elle et ne travaille pas comme il faudrait. Son attitude est défaitiste ; elle accepte la médiocrité, a de petites ambitions, est déjà heureuse de gagner sa vie seule. Une femme patronne est mal vue (par les hommes et les femmes) et doit toujours faire ses preuves. La femme n’est pas assez aventureuse ; elle est trop attentive à ses petites réussites ; il lui manque « l’oubli de soi » (p. 615). S’il y a de plus en plus de femmes créatrices, celles-ci ont souvent une attitude négative : elles ne s’attachent pas assez au réel, ont une écriture bavarde, ne prennent pas la création au sérieux. Elles confondent charme et talent, se concentrent sur l’expérience de leur moi, n’aiment pas la critique. Peu d’entre elles persévèrent. Beauvoir constate avec tristesse que les hommes restent les plus doués. Les femmes oublient d’essayer de comprendre le monde ; elles privilégient le vocabulaire (qui révèle l’état du monde) à la syntaxe (qui établit un rapport entre les choses). En fait la situation des femmes écrivains est trop neuve pour permettre le génie. Il leur manque encore la liberté concrète qui ouvre les portes du monde. « La femme libre est seulement en train de naître » (p. 630), conclut Beauvoir.

### Conclusion
Les hommes et les femmes ne sont pas satisfaits les uns des autres, à cause de l’oppression exercée par les premiers sur les secondes. Celles-ci veulent passer de l’immanence à la transcendance, ceux-là hésitent à accepter et provoquent de l’hostilité. Beauvoir accuse autant les hommes arrogants avec les femmes émancipées que les femmes ambiguës, qui veulent l’indépendance mais aussi de vieilles prérogatives (comme être séduites), se faisant alors sujet et objet. La guerre continuera tant que les hommes et les femmes ne s’estimeront pas semblables, tant que l’homme mystifiera la femme pour lui faire oublier son malheur, tant que la femme sera complice de sa destinée. Si la femme devenait autonome, tout le monde y gagnerait. Mais en 1949, le passé pèse encore. L’évolution doit être collective, l’éducation changer, notamment en matière de sexualité et de mixité scolaire. Il faudra aussi faire le deuil du charme féminin. Certains craignent que l’égalité hommes-femmes rende le monde ennuyeux ; il n’en sera rien, l’égalité n’annulant pas les différences, ni la passion.

## Réceptions, influences, postérité
Dès sa parution en 1949, Le Deuxième Sexe connut un grand retentissement. L'historienne française Sylvie Chaperon écrit d'ailleurs : « Le Deuxième Sexe, qui paraît en 1949 dans la prestigieuse collection Blanche de Gallimard, produit immédiatement l'effet d'une bombe ». Il fut traduit dans plusieurs langues (en anglais pour commencer), bouleversa de nombreuses lectrices (mais aussi des lecteurs) – issues de milieux intellectuellement favorisés pour la plupart – et suscita de vives réactions, majoritairement hostiles. « Insatisfaite, glacée, priapique, nymphomane, lesbienne, cent fois avortée, je fus tout, et même mère clandestine. On m'offrait de me guérir de ma frigidité, d'assouvir mes appétits de goule, on me promettait des révélations, en termes orduriers, mais au nom du vrai, du beau, du bien, de la santé et même de la poésie, indignement saccagés par moi ». C'est par ces mots que Simone de Beauvoir relate la réception immédiate de son essai, quatorze ans plus tard, dans le troisième volume de ses mémoires.

### Contexte de publication
La chercheuse historienne américaine Judith Coffin a souligné que l'essai est un livre d'après-guerre par son réformisme, son radicalisme, son désir de recréer un monde nouveau, sur de nouvelles bases lesquelles permettront de reconcevoir l'humanité en libérant du fardeau du passé, à savoir la Deuxième Guerre mondiale et l'épisode de la collaboration.

### Scandale dans l'espace public: les réactions des intellectuels
Les intellectuels et les critiques firent éclater un scandale. Nombre d'articles furent publiés. Ils sont regroupés dans l'ouvrage d'Ingrid Galster et témoignent du climat régnant à la parution du livre et dans les mois qui suivirent. Sur 35 articles, 23 sont négatifs et concernent les intellectuels de droite, les catholiques, les protestants mais également les communistes.
Au vu du contexte décrit plus haut, trois raisons peuvent venir justifier ces critiques négatives :
- Idéologie politique et religieuse : la droite défend les valeurs traditionnelles et patriotiques incarnées par la famille contre l'individualisme existentialiste. On retrouve chez nombreux d'entre l'argument naturaliste fortement combattu par Simone de Beauvoir[10]. La femme aurait une vocation (reproductrice) à respecter. Du côté des catholiques comme du côté des communistes, Le Deuxième Sexe est considéré comme le produit de la littérature bourgeoise décadente, immorale, pornographique, issue de la culture de masse américaine. Beauvoir de son côté prône le contrôle des naissances et l'avortement et réagit violemment à l'hypocrisie morale de la société française face à ces sujets.
- Inimitiés envers Sartre et Beauvoir, haine envers l'existentialisme ou encore défense d'Henry de Montherlant critiqué dans le livre (Roger Nimier[16], Maryse Choisy par exemple).
- Convictions personnelles (vision très traditionnelle des rôles des femmes et des hommes dans la société).

En France, les critiques négatives vinrent surtout des catholiques et des communistes : les premiers, parmi lesquels l’écrivain François Mauriac, virent d’un très mauvais œil les analyses de la sexualité féminine ainsi que la défense des femmes (Le Deuxième sexe fut classé dans l'Index librorum prohibitorum, la liste des livres interdits par l'Église catholique, qui existait jusqu'en 1966) ; les seconds jugèrent l’œuvre bourgeoise et condamnèrent la revendication de l’avortement et de la contraception, qui selon eux ne devaient pas passer avant les droits de la travailleuse. Marie-Louise Barron dans l'hebdomadaire communiste Les Lettres françaises du 23 juin 1949 se moque ainsi du « charabia » incompréhensible de la philosophe imaginant la réception du livre par des ouvriers ou des ouvrières. Jeannette Colombel, dans La Nouvelle Critique, revue du Parti communiste français, soulignera en avril 1951 que l'ennemi n'est pas le mâle, mais le capitalisme. Selon elle, analyser « les réactions de la petite-bourgeoisie à travers les miroirs déformants d'une philosophie de la nausée », c'est, en réalité, mépriser le deuxième sexe. Le refus de la maternité comme destin inéluctable « manifeste à quel point l'existentialiste, recroquevillée dans un individualisme monstrueux, est incapable de connaître le sentiment le plus naturel à toutes les femmes ». Jean Kanapa, intellectuel dirigeant du Parti communiste français et ancien élève de Sartre, dénonce « la basse description graveleuse, l'ordure qui soulève le cœur ».
Le contexte en général explique cette hostilité : en 1949, la France entamait une politique nataliste et jamais la question de l’égalité des sexes n’avait jusqu’alors intéressé réellement les écrivains et les intellectuels. Beauvoir pensait par ailleurs qu’avec la popularisation de la psychanalyse, des chapitres tels que « L’initiation sexuelle » ou « La lesbienne », seraient compris ; elle se méprit. Enfin à travers la critique du Deuxième Sexe était attaquée Beauvoir compagne de Sartre et représentante de l’existentialisme.
Hors de France, les réactions furent diverses. Beaucoup de pays catholiques rejetèrent l'essai : l'Espagne franquiste la censura (il fallut attendre une première traduction espagnole en 1962, en provenance d'Argentine) ; au Québec et en RDA, le livre fut longtemps difficile à trouver. Les pays protestants furent plus ouverts, comme la RFA, où 14 000 exemplaires furent écoulés dès 1956. Le Deuxième Sexe fut traduit surtout en allemand, en anglais et en japonais. Mais au début, ces traductions ne portaient souvent que sur des extraits ou comportaient des erreurs gênantes. Un regain d'intérêt, lié aux crises, au libéralisme, à la dégradation de la condition féminine[réf. nécessaire], se dessina dans les années 1970, avec des traductions russe, perse, japonaise, etc. L'influence du Deuxième Sexe sur les mouvements féministes des années 1950 et des années 1960 fut certaine puis, malgré l’engagement de Beauvoir, s’atténua dans les années 1970 avec l’arrivée d’autres féministes.
Dans les années 1980, Beauvoir et son œuvre subirent les foudres de nombreux critiques à cause de la découverte de ses correspondances et de sa vie privée[réf. nécessaire]. Depuis la fin des années 1990, Le Deuxième Sexe intéresse de nouveau[réf. nécessaire]. Contrairement aux idées reçues, c'est bien en France que les premiers travaux analysant l'œuvre ont été écrits ; mais il est vrai qu'aujourd’hui l’essai est plus étudié aux États-Unis, en Grande-Bretagne et dans les pays scandinaves qu’en France. Le Deuxième Sexe reste une référence de la philosophie féministe ; il s’est vendu en France à environ 500 000 exemplaires, acquérant ainsi un statut de best-seller.

## «On ne naît pas femme, on le devient»
Si la citation « on ne naît pas femme, on le devient » est souvent considérée comme un mot clé du féminisme et une étape annonciatrice qui mènera vers les études de genre dans les sciences sociales, cette citation s'inspire d'une citation d'Érasme, « homines non nascentur, sed finguntur » (« on ne naît pas homme, on le devient »), tirée de son ouvrage Declamatio de pueris statim ac liberaliter instituendis (L'éducation des enfants). Cette citation d'Érasme s'inspirait à son tour d'une citation de l'Apologétique de Tertullien, père de l'Église mort en 220 à Carthage : « fiunt, non nascuntur christiani » (« on ne naît pas chrétien, on le devient »). Si Tertullien vise à montrer que l'homme se construit par sa quête de Dieu, Érasme prouve l'importance fondamentale de l'éducation humaniste dans le développement de la personnalité du futur adulte. Simone de Beauvoir, enfin, soutient que l'image de la femme est une construction entièrement sociale et aliénante, imposée aux femmes dès leur enfance à travers une éducation qui les infantilise et les rend dépendantes des hommes, et perpétuée par les femmes ambiguës qui se reconnaissent dans des valeurs puritaines, figées dans l'immobilisme social qu'elles devraient chercher à combattre afin de créer l'égalité des genres.